# Panenteísmo
Panenteísmo—πᾶν-ἐν-Θεός—Todos em Deus—Krausismo, doutrina que diz que o universo está contido em Deus, mas Deus é maior do que o universo (bem distinto do Panteísmo e Monismo). Termo esse que foi proposto por Karl Christian Friedrich Krause (1781–1832), na sua obra "System des Philosophie" (1828), daí o termo krausismo que designa sua doutrina teológica. No panenteísmo, Deus é visto como imanente, a alma do universo, o espírito universal presente em todos os lugares e no qual todos os seres participam, ao mesmo tempo que transcende todas as coisas criadas. Uma frase atribuída a Epimênides de Creta "Nele vivemos, nos movemos e temos nosso ser" e citada por Paulo de Tarso em Atos 17:28 é famosa como exemplo de possível panenteísmo.
O Ser de Deus inclui e penetra em todo o universo, de modo que cada parte existe nEle, mas o Ser é mais do que, e não se esgota, no universo. (Cross & Livingstone, 1997, p. 1213)

## Terminologia e desenvolvimento
O termo passou a ser utilizado para designar múltiplas tentativas análogas, extravasando o sentido original dado por Karl Krause. Agora são empregados vários termos teológicos para conceitualizar as idéias panenteístas, são eles:
1. Teísmo Clássico;
2. Panteísmo;
3. Transcendência;
4. Imanência;
5. Kenosis;
6. Kenosis Essencial.

Termos influenciados pelo idealismo alemão de Hegel e Schelling:
1. Dialética;
2. Infinito;
3. Pericorese.

Termos influenciados pela filosofia do processo de Whitehead:
1. Relações Internas e Externas;
2. Dipolar.

Termos relacionados ao pensamento científico atual:
1. Reducionismo;
2. Superveniência;
3. Emergência;
4. Causação Top-Down;[13]
5. Emaranhamento.

Embora numerosos significados tenham sido atribuídos ao “em” no panenteísmo, os mais significativos são:
- Significado Locativo;

- Base metafísica para ser (Absoluto);[15]

- Base Metafísica-Epistemológica para ser;[16]

- Potencial interativo metafísico;[17]

- Metáfora de emergência;

- Significado analógico da mente/corpo;

- Parte/significado analógico inteiro.

Ainda que a maioria das expressões contemporâneas do panenteísmo envolvam cientistas e teólogos ou filósofos protestantes, articulações de formas de panenteísmo também se desenvolveram na tradição católica romana, na tradição ortodoxa e em outras religiões além do cristianismo. Dentre os filósofos que aderiram ao panenteísmo incluem-se; Alfred North Whitehead, Thomas Hill Green (1839-1882), James Ward (1843-1925), Andrew Seth Pringle-Pattison (1856-1931). A partir da década de 1940, Charles Hartshorne examinou numerosas concepções de Deus. Ele revisou e descartou o panteísmo, o deísmo e o pandeísmo em favor do panenteísmo, descobrindo que tal doutrina contém todo deísmo e pandeismo, exceto suas negações arbitrárias. Hartshorne formulou Deus como um ser que poderia se tornar mais perfeito: Ele tem perfeição absoluta em categorias para as quais a perfeição absoluta é possível e a perfeição relativa (isto é, superior a todas as outras) em categorias para as quais a perfeição não pode ser determinada com precisão. Nos estudos acadêmico em especial o da Universidade de Stanford sobre Filosofia onde há um estudo que oferece em sua abordagem uma ordem cronológica do desenvolvimento do pensamento panenteísta, cujo início remonta há c. 1300 a.C.:
- Iknaton (1375-1358 a.C.);[21]
- Vedanta, incluindo tradições como a Vishishtadvaita de Ramanuja;[22]
- Upanishads;[23]
- Lao-Tse (século IV a.C.).[24]

Nas reflexões filosóficas na Grécia Antiga: 
- Platão (427/428-348/347 a.C.);[25]
- Plotino (204–270);[26]
- Proclo (412–485) e Pseudo-Dionísio (final do quinto ao início do sexto século).[27]

Na Idade Média, a influência do neoplatonismo continuou no pensamento de: 
- Eriugena (815-877);
- Eckhart (1260-1328);
- Gregório Palamas (1296-1359);
- Nicolau de Cusa (1401-1464);
- Boehme (1575-1624).[28]

No período moderno por:
- Moses ben Jacob Cordovero (1522-1570);

- Isaac Luria (1534-1572);

- Bruno (1548-1600);
- Spinoza (1631-1677).[29]
- Israel ben Eliezer (1698-1760)—Hassidismo

Nos pensadores posteriores, os platonistas: 
- De Cambridge (século XVII), por exemplo Herbert de Cherbury (1583-1648);
- Jonathan Edwards (1703-1758);
- Friedrich Schleiermacher (1768–1834).[30]

Nos séculos XIX e XX com o idealismo filosófico e a adaptação filosófica do conceito científico de evolução forneceram as fontes básicas da posição explícita do panenteísmo.
- Chaim Volozhiner (1749-1821);
- Soyen Shaku (1860-1919);

- Hegel (1770-1831)—Hegelianismo;
- Schelling (1775-1854);[32][33]
- Karl Krause (1781–1832);[34]

- Samuel Alexander (1859-1938);
- Henri Bergson (1859-1941);
- C. Lloyd Morgan (1852-1936).
- Mordecai Kaplan (1881-1983)
- Liev Tolstói (1828-1910)

Os últimos três ainda que possa haver questionamentos sobre seu relacionamento com o panenteísmo, por certo, formam o plano de fundo para o desenvolvimento sistemático da filosofia processual de Whitehead e posteriormente Hartshorne como uma expressão do panenteísmo.